# 十六島 (茨城県・千葉県)

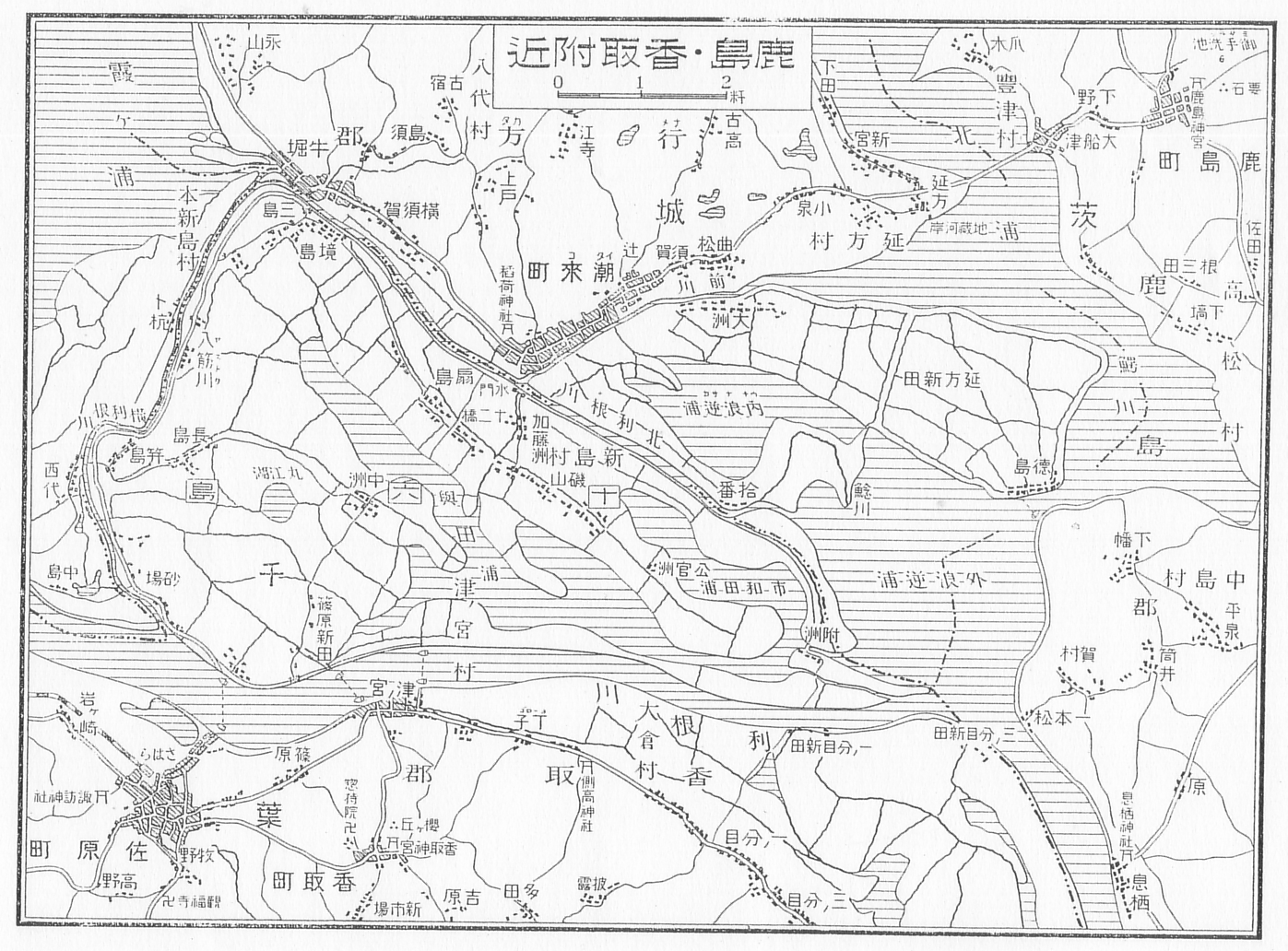
1930年ごろの水郷の地図（改造社「日本地理大系 第4巻」）。十六島も示されている。

十六島（じゅうろくしま）は、利根川下流域の茨城県稲敷市と千葉県香取市にかけての新田開発による集落を総称した地域名。新島（しんしま）とも呼ばれる。

## 概要
現在の利根川下流域はかつて香取海と呼ばれ現在の霞ヶ浦、北浦ともつながった海であった。鬼怒川や小貝川などが運ぶ土砂が堆積してできた島を、徳川家康が関東に移封された後の1590年（天正18年）より開発し始め、その後1640年（寛永17年）までに16の新田集落ができていった。こうしてできた村々を総称してその数から十六島と呼んだ。また、新島（しんしま）とも呼ばれる。
十六島と呼ばれるのは、(1) 上之島、(2) 西代、(3) ト杭、(4) 中島、(5) 六角、(6) 結佐（以上現稲敷市）、(7) 松崎（現神崎町）、(8) 長島、(9) 八筋川、(10) 大島、(11) 加藤洲、(12) 境島、(13) 三島、(14) 中洲、(15) 磯山、(16) 扇島（以上現香取市）の16の集落（利根川図志）。

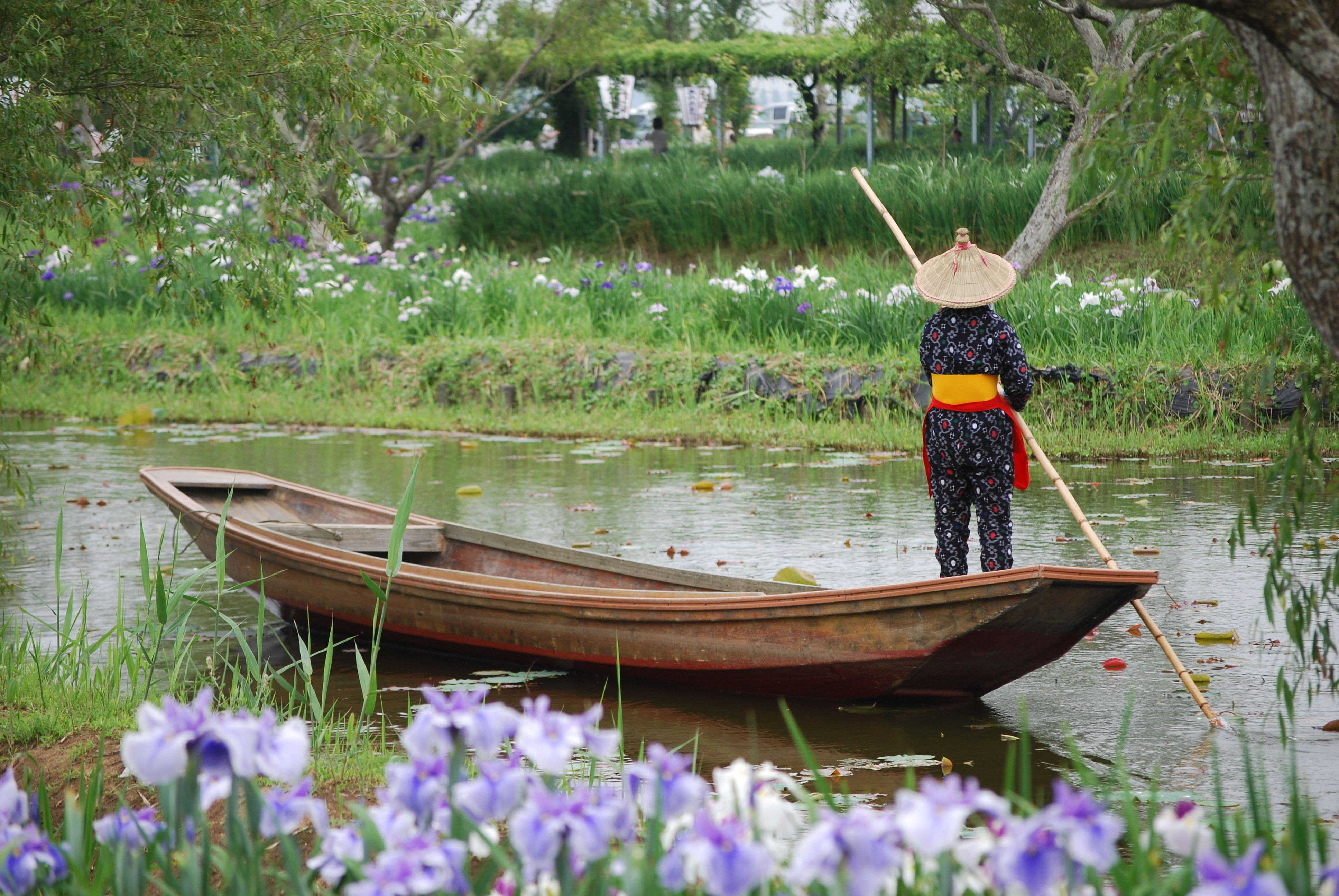
さっぱ舟

この新田開発以降も利根川下流域では土が堆積したところの新田開発が行われていった。
元々海にできた島を開発してできていったところであることから、利根川などのためにたびたび洪水に見舞われ、低平なため冠水するとなかなか水が引かない土地であった。また、エンマ（江間）と呼ばれる水路が縦横に張り巡らされていた。この水路は田の用水や生活水として、そして道らしい道がなかったため「さっぱ舟」と呼ばれる舟を使った移動経路として利用された。
戦後までその風景が続いたが、千葉県側では1964年（昭和39年）から1978年（昭和53年）にかけて土地改良事業が行われ、現在では整然とした水田地帯となっている。現在でも香取市では、利根川、横利根川、常陸利根川に囲まれた利根川以北の地区を「十六島」や「新島」、または単に「島」と呼ぶことが多い。

## 周辺
- 横利根閘門（利根川の洪水を防ぐために設けられたパナマ式閘門）
- 水郷大橋
- 水郷佐原あやめパーク（与田浦の干拓地を利用してできた）
- 十二橋（かつてのエンマの名残）
- 十六島ホタルエビ発生地（国の天然記念物であったが絶滅により指定解除された）